# Bayındır (Izmir)
Bayındır ist eine Stadtgemeinde (Belediye) im gleichnamigen Ilçe (Landkreis) der Provinz Izmir in der türkischen Ägäisregion und gleichzeitig ein Stadtbezirk der 1984 gebildeten Büyükşehir belediyesi İzmir (Großstadtgemeinde/Metropolprovinz). Seit der Gebietsreform ab 2013 ist die Gemeinde flächen- und einwohnermäßig identisch mit dem Landkreis.
Die Stadt liegt etwa 50 Kilometer südöstlich des Zentrums der Provinzhauptstadt İzmir an der Straße von Torbalı nach Ödemiş am Südhang des Gebirges Boz Dağları. Der Landkreis/Stadtbezirk liegt im östlichen Zentrum der Provinz. Er grenzt im Nordwesten an Kemalpaşa, im Westen an Torbalı, im Süden an Tire, im Osten an Ödemiş und im Nordosten an die Provinz Manisa.
Oberhalb von Zeytinova entstand in den 2010er Jahren die Zeytinova-Talsperre.
Der Landkreis bestand schon vor Gründung der Türkischen Republik (1923) im damaligen Vilâyet Smyrna und hatte zur ersten Volkszählung 1927 eine Einwohnerschaft von 25.379 in 42 Dörfern (Köy) auf 745 km² Fläche. Im Verwaltungssitz wohnten etwa 37 % der Bevölkerung (9.500 Einw.).
(Bis) Ende 2012 bestand der Landkreis neben der Kreisstadt aus der Stadtgemeinde (Belediye) Zeytinova sowie 36 Dörfern (Köy) in zwei Bucaks, die während der Verwaltungsreform 2013/2014 in Mahalle (Stadtviertel/Ortsteile) überführt wurden. Die 22 Mahalle der Kreisstadt blieben unverändert erhalten, während die drei Mahalle von Zeytinova zu einem Mahalle vereint wurden. Durch die Herabstufung dieser Belediye und der Dörfer zu Mahalle stieg deren Anzahl auf 59. Ihnen steht ein Muhtar als oberster Beamter vor.
Ende 2020 lebten durchschnittlich 685 Menschen in jedem Mahalle, 4.986 Einw. im bevölkerungsreichsten (Sadıkpaşa Mah.).
Die im Stadtlogo/Stadtwappen vorhandene Jahreszahl (1871) dürfte auf das Jahr der Ernennung zur Stadtgemeinde (Belediye) hinweisen.

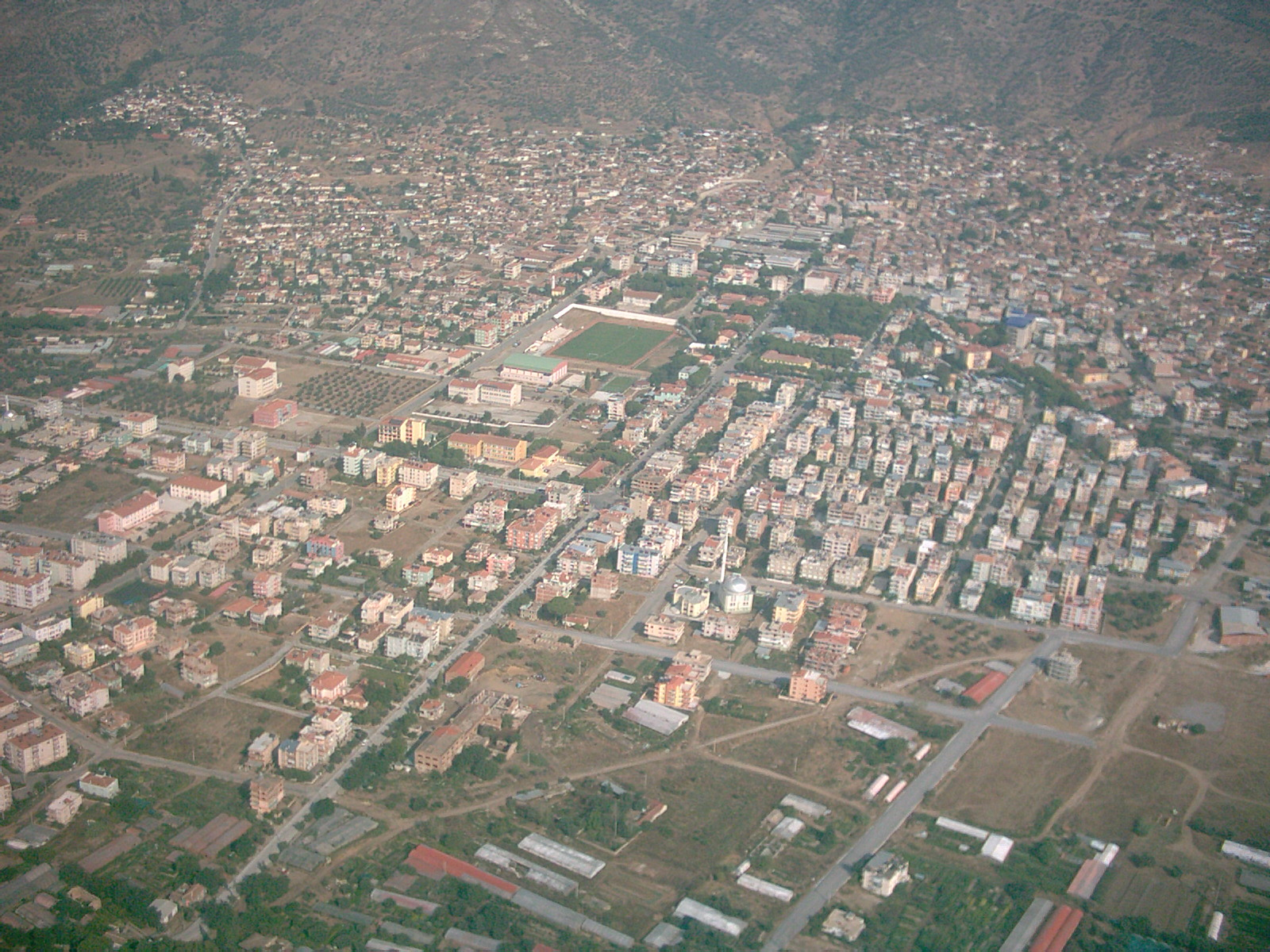
Luftansicht